# Jan z Lutogniewa
Jan V z Lutogniewa herbu Doliwa (zm. 14 lutego 1374) – polski duchowny katolicki, biskup poznański.
Kanonik wrocławski, później poznański, gnieźnieński i śremski. Od 1355 biskup poznański. Uchodził za dobrego gospodarza. Udzielał ślubu Kazimierzowi III Wielkiemu i Jadwidze żagańskiej. Po śmierci króla poparł, wbrew większości Wielkopolan, Andegawenów.
Pochowany został w katedrze św. Piotra i Pawła w Poznaniu.